# Miguel Villalta
Miguel Ángel Villalta Hurtado (Cusco, 16 de junho de 1981) é um futebolista peruano, que atua como defensor.

## Carreira
Miguel Villalta fez parte do elenco da Seleção Peruana de Futebol da Copa América de 1999, 2004 e 2007.

## Clubes
- 2000: Cienciano
- 2001: Juan Aurich
- 2002/05: Sporting Cristal
- 2006: Cienciano
- 2007: Sporting Cristal
- 2007/08: Dinamo Bucaresti